# Mason Williams
Pour le joueur de baseball, voir Mason Williams (baseball).
Mason Williams est un musicien, scénariste et acteur américain né le 24 août 1938 à Abilene, Texas (États-Unis). Il est surtout connu pour avoir composé la pièce Classical Gas (en).

## Filmographie

### comme scénariste
- 1968 : Petula (TV)
- 1977 : Rolling Stone Magazine: The 10th Anniversary (TV)
- 1980 : Steve Martin: All Commercials (TV)
- 1980 : The Tom and Dick Smothers Brothers Special I (TV)
- 1980 : Saturday Night Live ("Saturday Night Live" (1975) TV Series (writer))
- 1988 : The Smothers Brothers Comedy Hour: The 20th Reunion (TV)

### comme acteur
- 1967 : The Smothers Brothers Comedy Hour (en) (série TV) : (1967-1969)